# Спєшнєв Микола Олександрович
Спєшнєв Микола Олександрович (24 вересня [6 жовтня] 1820, Курськ — 17 [29] березня 1882, Санкт-Петербург) — російський вільнодумець і революціонер, один з видатних петрашевців.

## Біографія
З дворянської родини. Навчався в петербурзькому французькому пансіоні Журдана (1831—1833), потім в 1-й гімназії. У 1835 році перевівся в Царськосельський ліцей, де його однокласником був Петрашевський. У 1839 році виключений за обструкцію гувернерів. Захоплювався орієнталістикою, ще ліцеїстом познайомився з О. Сенковським, бував у нього вдома. З квітня по жовтень 1840 року був вільним слухачем Східного відділення філософського факультету Московського університету, виключений за несплату.
У 1842 виїхав за кордон з Савельєвою, яка після двох років переховувань у Росії отримала дозвіл на розлучення. Жили у Відні, Дрездені, Неаполі. У 1844 році Савельєва несподівано померла. Спєшнєв повернувся в Росію з двома синами, залишив їх на піклування рідних, а сам знову поїхав за кордон.
З кінця 1846 роки він став відвідувати збори у Петрашевського, а потім став найближчим членом фур'єристського гуртка М. С. Кашкіна. Відвідував також збори у С. Ф. Дурова і О. М. Плещеєва.
Згідно зі спогадами С. Д. Яновського Ф. М. Достоєвський відчував величезний вплив привабливої натури Спєшнєва, якого вважав часом «своїм Мефістофелем». Через багато років Спєшнєв став прототипом Ставрогіна в романі «Біси».
За спогадами поета А. М. Майкова Достоєвський увійшов до складу таємного товариства радикально налаштованих петрашевців — сімки Спєшнєва (Мордвинов, М. Момбеллі, Павло Філіппов, М. П. Григор'єв, В. О. Мілютін).
В кінці 1849 Спєшнєв був засуджений, по позбавленню всіх прав стану, до заслання на каторжні роботи в рудниках на 10 років.

26 серпня 1856 року за височайшим повелінням з каторжника перетворився на засланця.

Був переведений в Іркутськ, до головного управління Східного Сибіру, і залишений в розпорядженні військового губернатора Забайкальської області для занять у справах, що стосуються поселень річки Амура.

Муравйов-Амурський в 1860 році виклопотав для Спєшнєва повернення прав потомственого дворянства (але без прав на колишнє майно).
У 1861 році Спєшнєв вийшов у відставку і оселився в маєтку Федосьїно Островського повіту. Після скасування кріпосного права роздав селянам дві третини маєтку, це були найбільші наділи в Росії.